# Cryptocarya chingii
Cryptocarya chingii är en lagerväxtart som beskrevs av Wan Chun Cheng. Cryptocarya chingii ingår i släktet Cryptocarya och familjen lagerväxter. Inga underarter finns listade i Catalogue of Life.